# Anterior
Anterior of anterius is de Latijnse plaatsaanduiding van een lichaamsonderdeel dat voor een ander, gelijkaardig lichaamsdeel ligt. Het tegenovergestelde is het Latijnse posterior. In het Nederlands wordt ook wel anterieur gebruikt.
Voorbeelden
- Regio femoralis anterior: voorzijde van het bovenbeen, tegenover
- Regio femoralis posterior: achterzijde van het bovenbeen

superior · inferior · anterior · posterior 

craniaal · rostraal · caudaal 

proximaal · distaal 

ventraal · dorsaal · lateraal · mediaal
coronaal · sagittaal · mediaan · transversaal 

nasaal · temporaal · occipitaal 

contralateraal · ipsilateraal · bilateraal · unilateraal 

afferent · efferent